# Liste deutscher Auslandsvertretungen

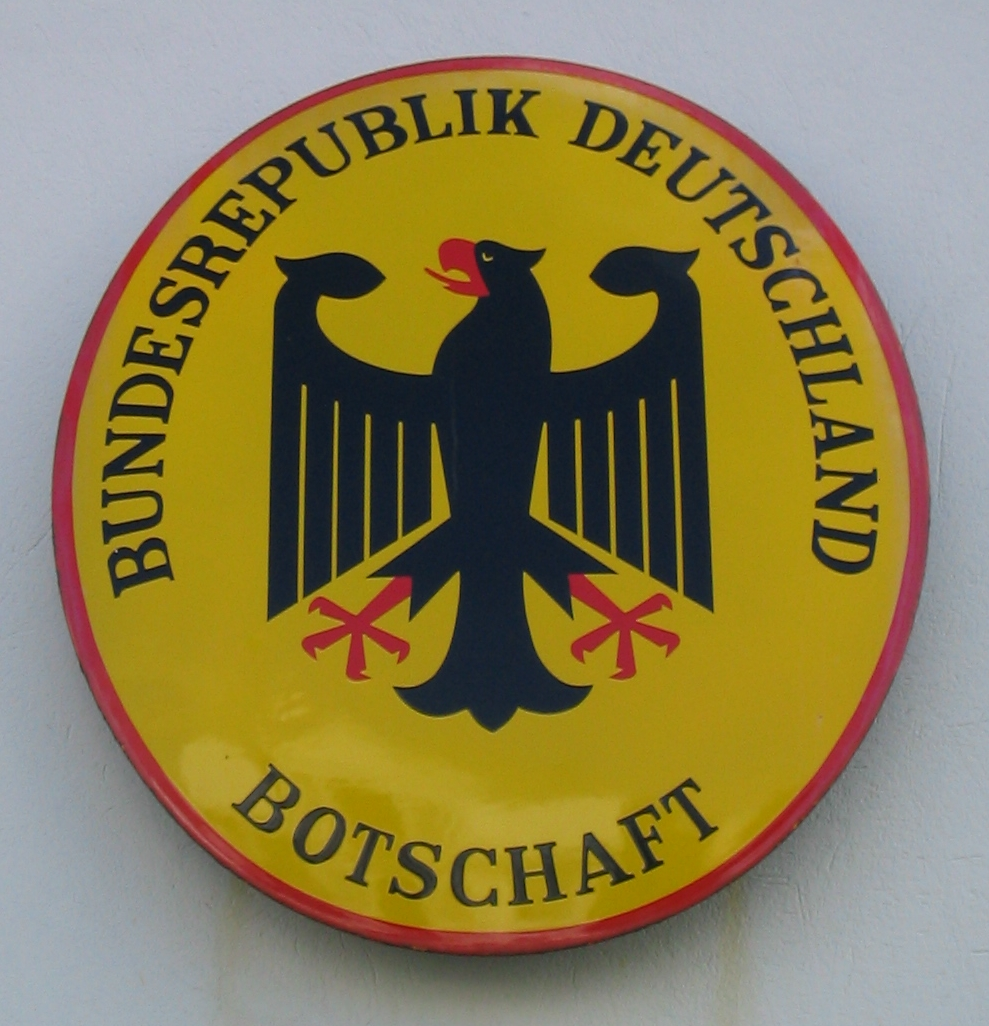
Amtsschild einer Botschaft

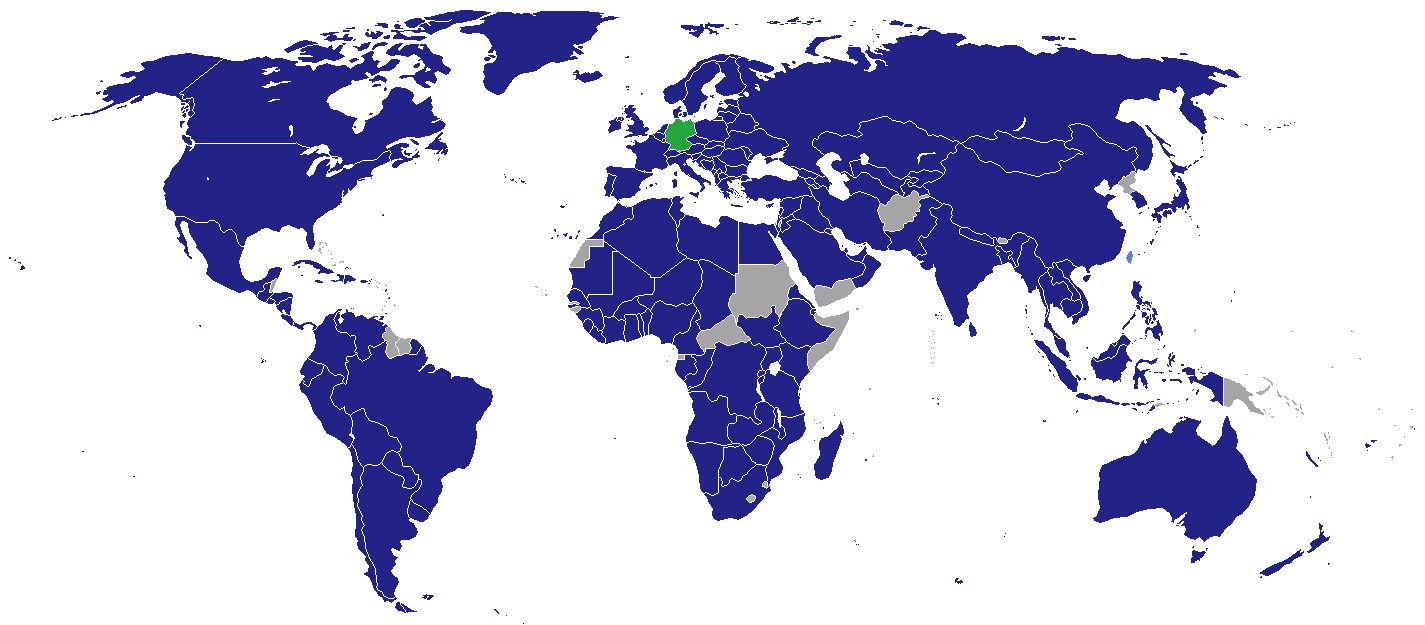
Diplomatische Vertretungen von Deutschland

Weltweit verfügt die Bundesrepublik Deutschland über 225 deutsche Auslandsvertretungen. Hiervon sind 154 Botschaften, 50 Generalkonsulate und sieben Konsulate, zwölf multilaterale Ständige Vertretungen, ein Vertretungsbüro und ein Deutsches Institut. Darüber hinaus gibt es 321 Honorarkonsuln, die in dieser Liste nicht enthalten sind.
Durch die Zunahme und Intensivierung an multilateralen Beziehungen haben die Ständigen Vertretungen in internationalen Organisationen an Bedeutung gewonnen. Diesen steht ebenfalls ein Botschafter vor. Allerdings werden dort keine konsularischen Dienste geleistet, sondern lediglich Interessen Deutschlands vertreten.
Die Architektur der deutschen Botschaftsgebäude, die als Visitenkarte Deutschlands in den jeweiligen Ländern dient, kann als Spiegel deutschen Selbstverständnisses interpretiert werden.
In Ländern, in denen Israel keine Botschaft unterhält (vor allem in Afrika, Vorderasien und Ozeanien), dienen deutsche Botschaften seit 2014 ebenfalls als konsularische Vertretung für Israelis. Im Rahmen der Unionsbürgerschaft steht Unionsbürgern, deren Heimatstaat nicht im jeweiligen Land vertreten ist, in deutschen Botschaften diplomatischer und konsularischer Schutz zu und umgekehrt.
Folgende Liste gibt Auskunft über sämtliche oben genannten Auslandsvertretungen.

## Diplomatische und konsularische Vertretungen

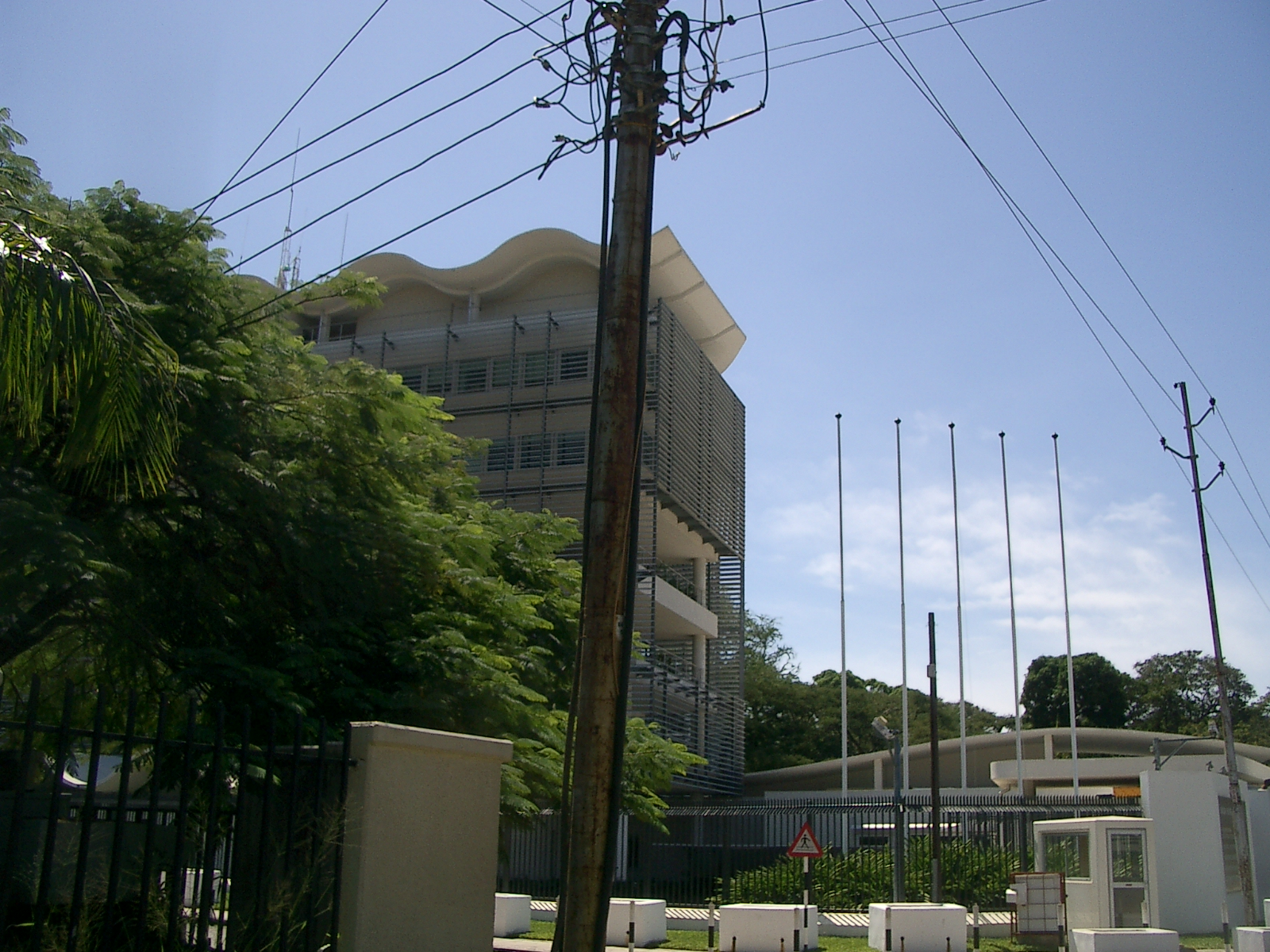
Deutsche Botschaft in Daressalam, Tansania

Deutsche Botschaft Windhuk, Namibia

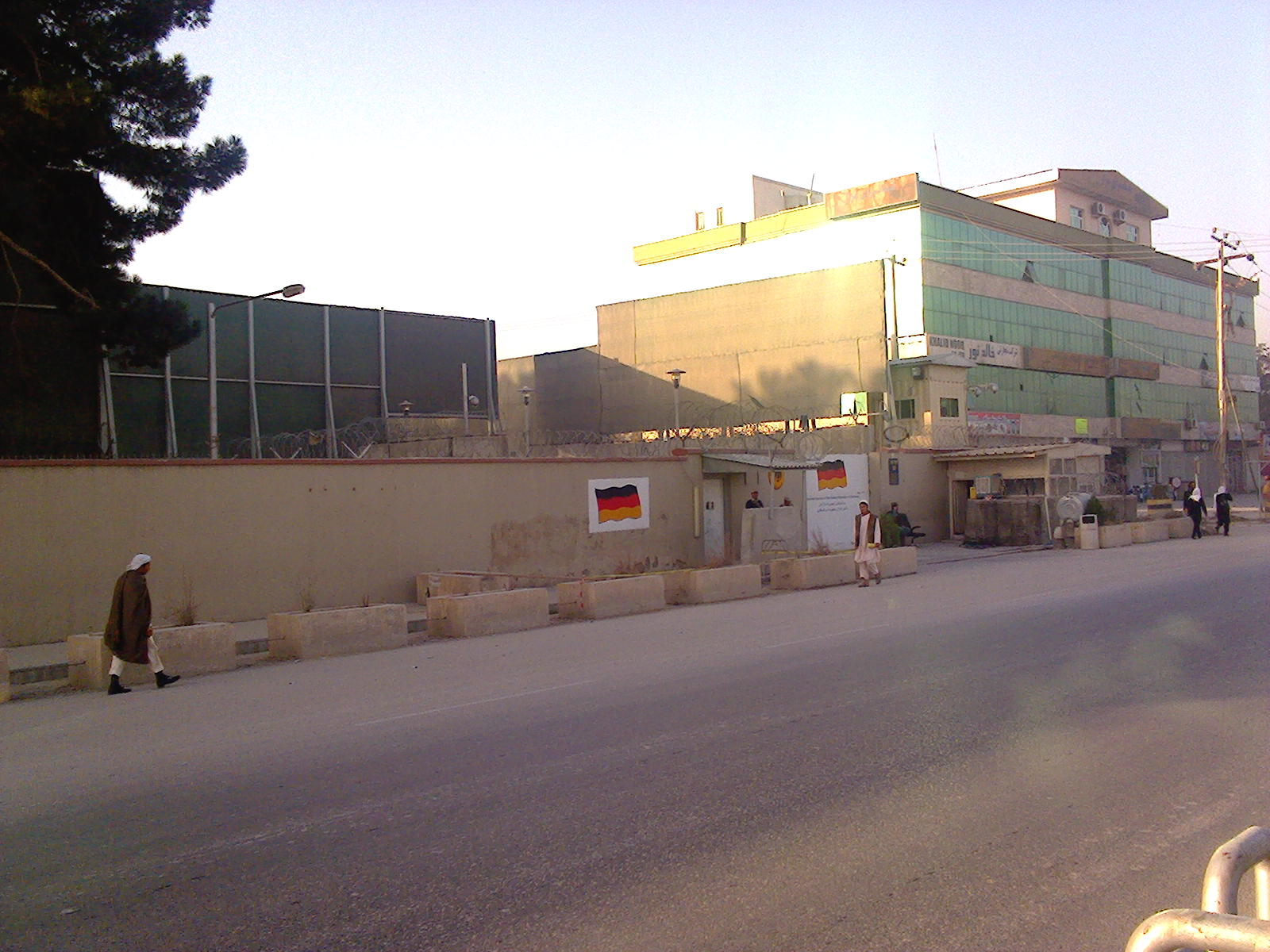
Deutsches Generalkonsulat in Masar-i-Sharif, untergebracht in einem ehemaligen Hotel.

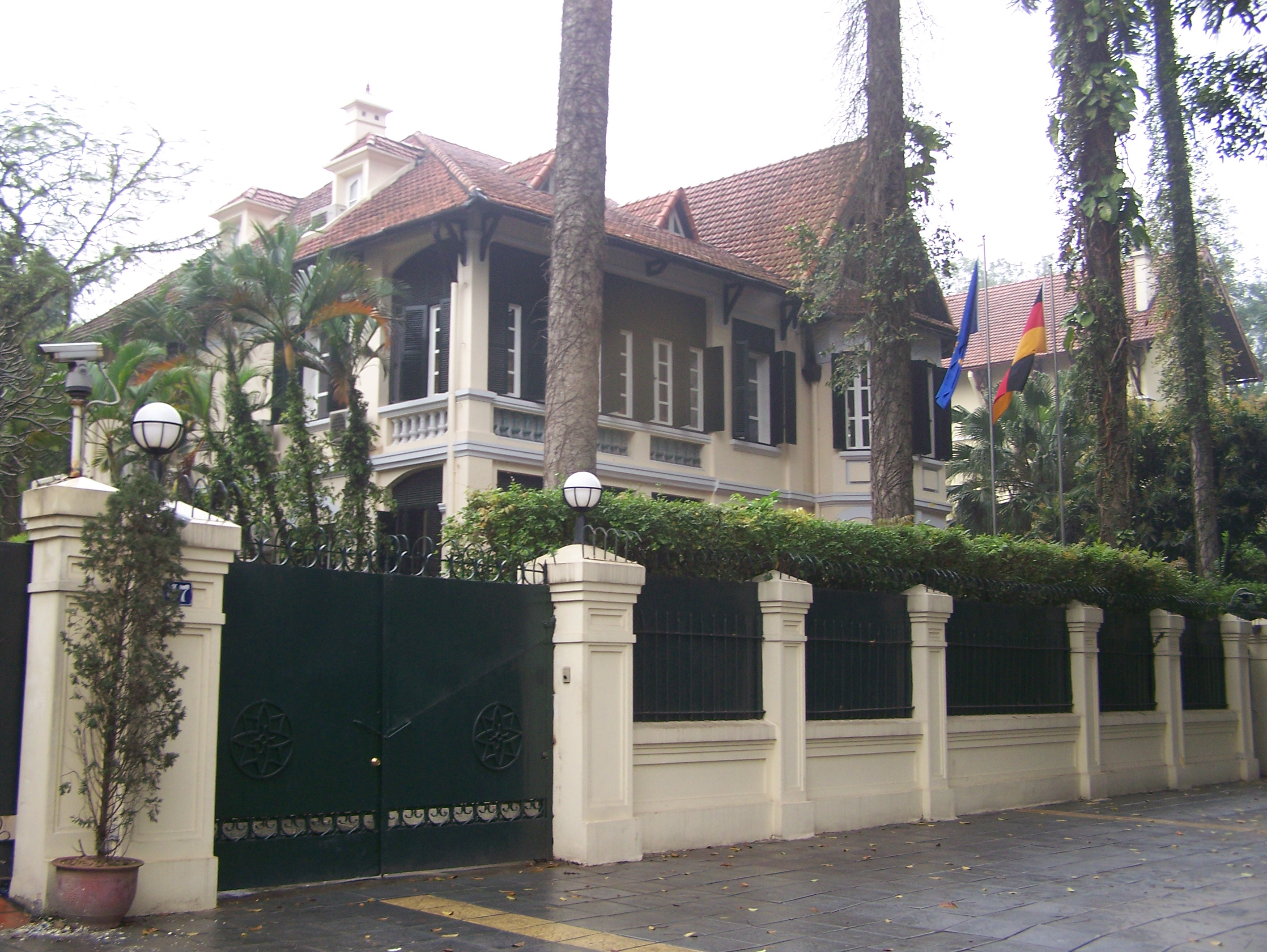
Botschaft in Hanoi, Vietnam

Deutsches Generalkonsulat in Shanghai, China, Postkarte um 1885

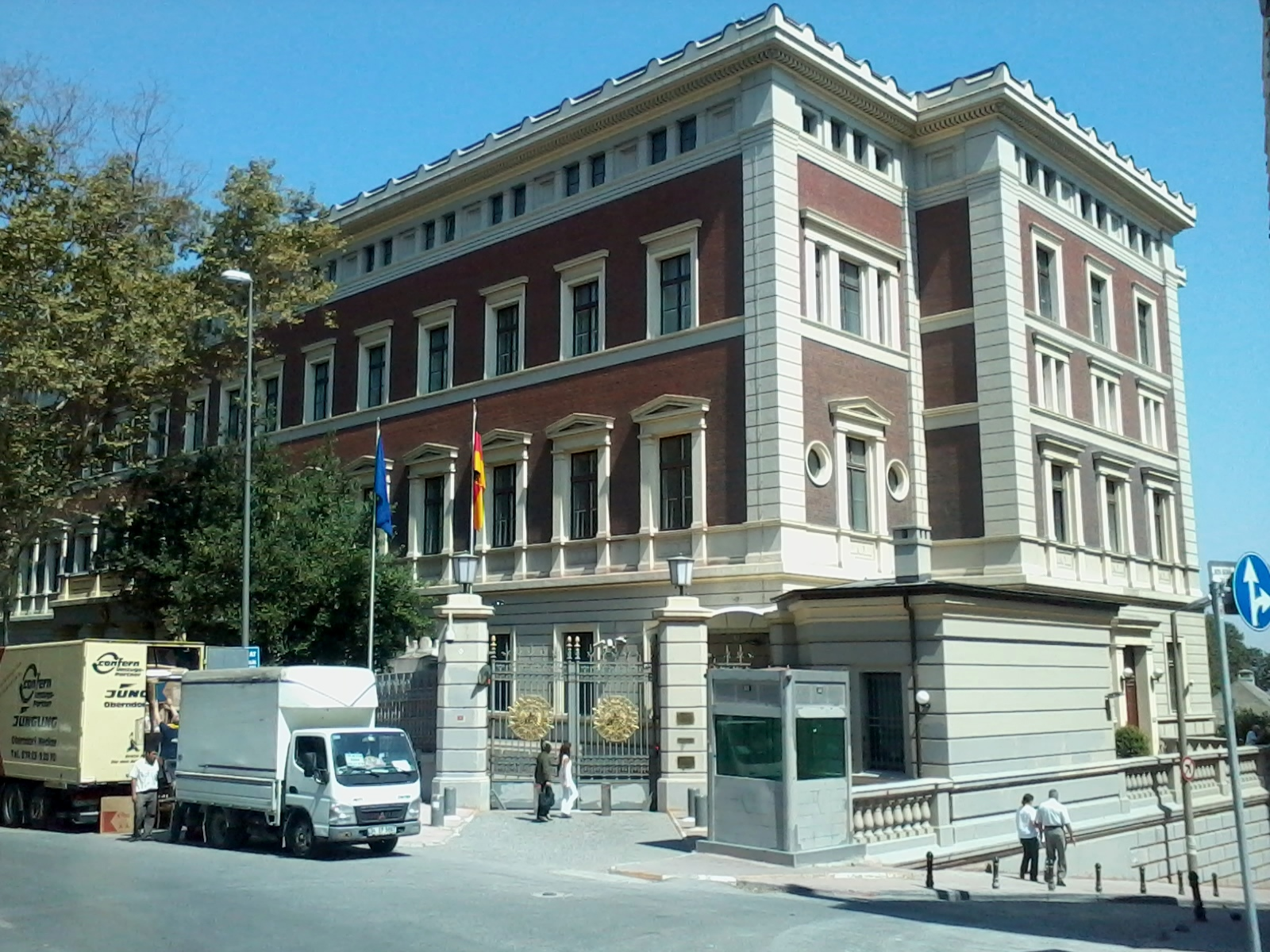
Deutsches Generalkonsulat Istanbul, Türkei

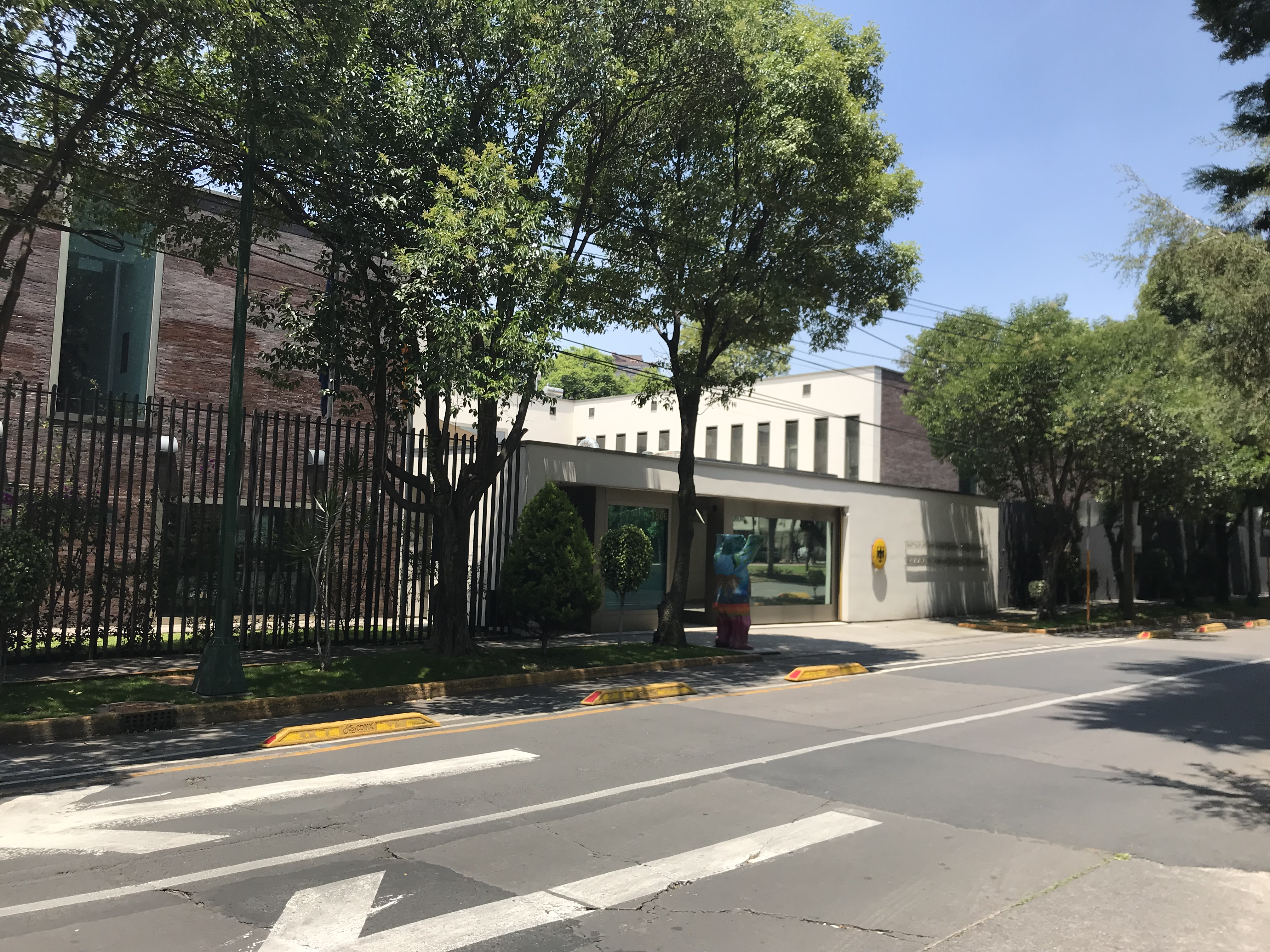
Deutsche Botschaft in Mexiko-Stadt, Mexiko

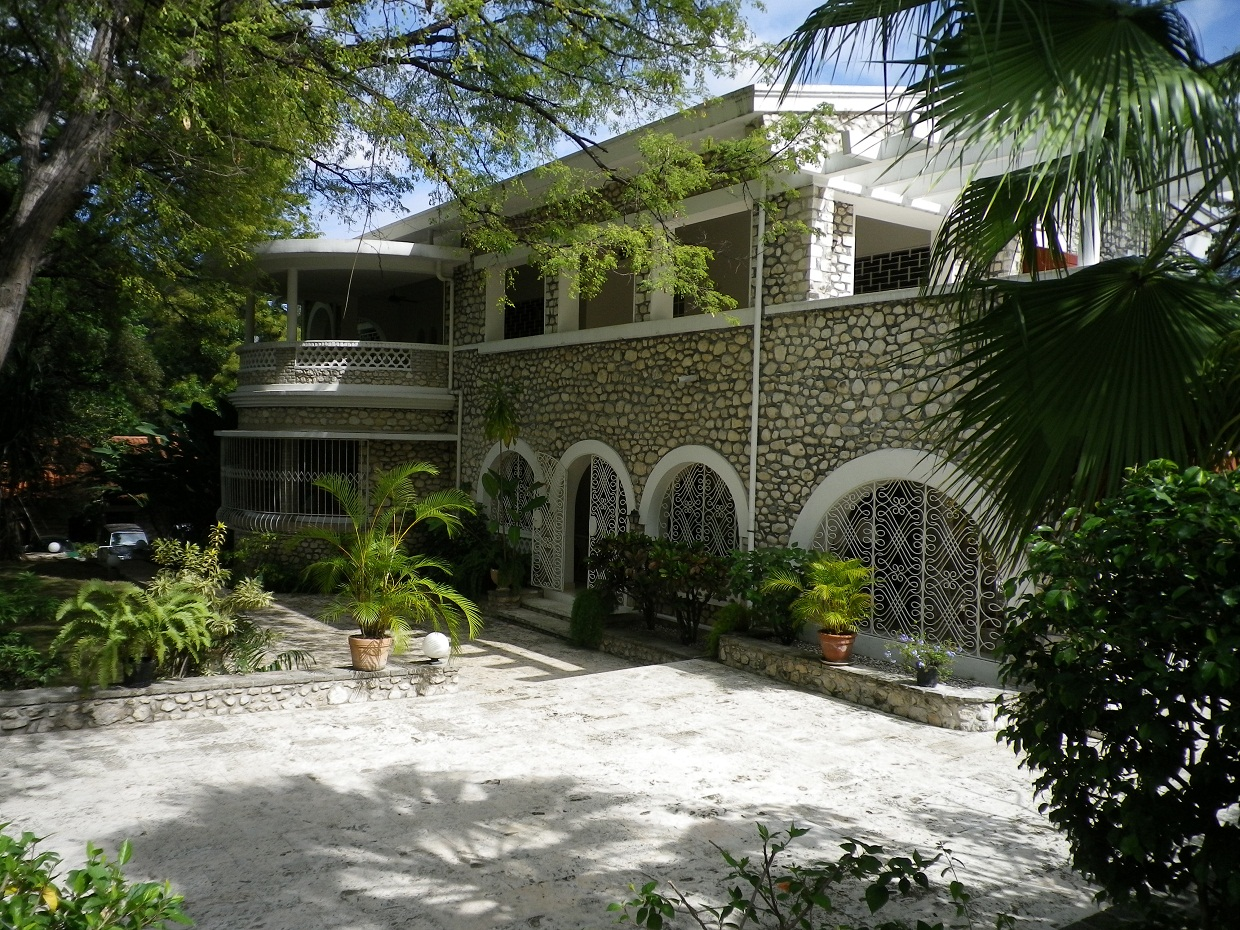
Deutsche Botschaft Port-au-Prince (Haiti), Residenz

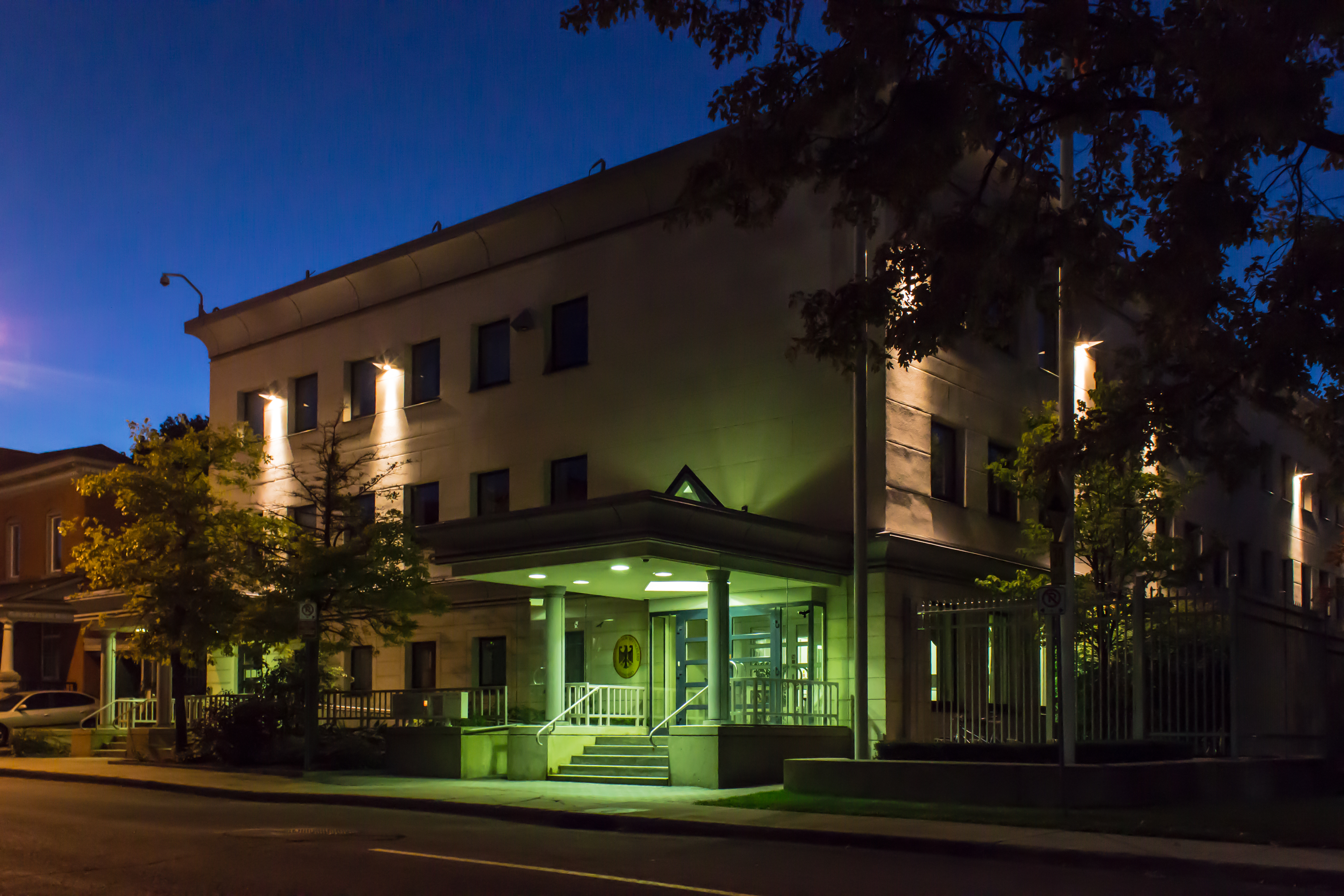
Deutsche Botschaft in Ottawa, Kanada

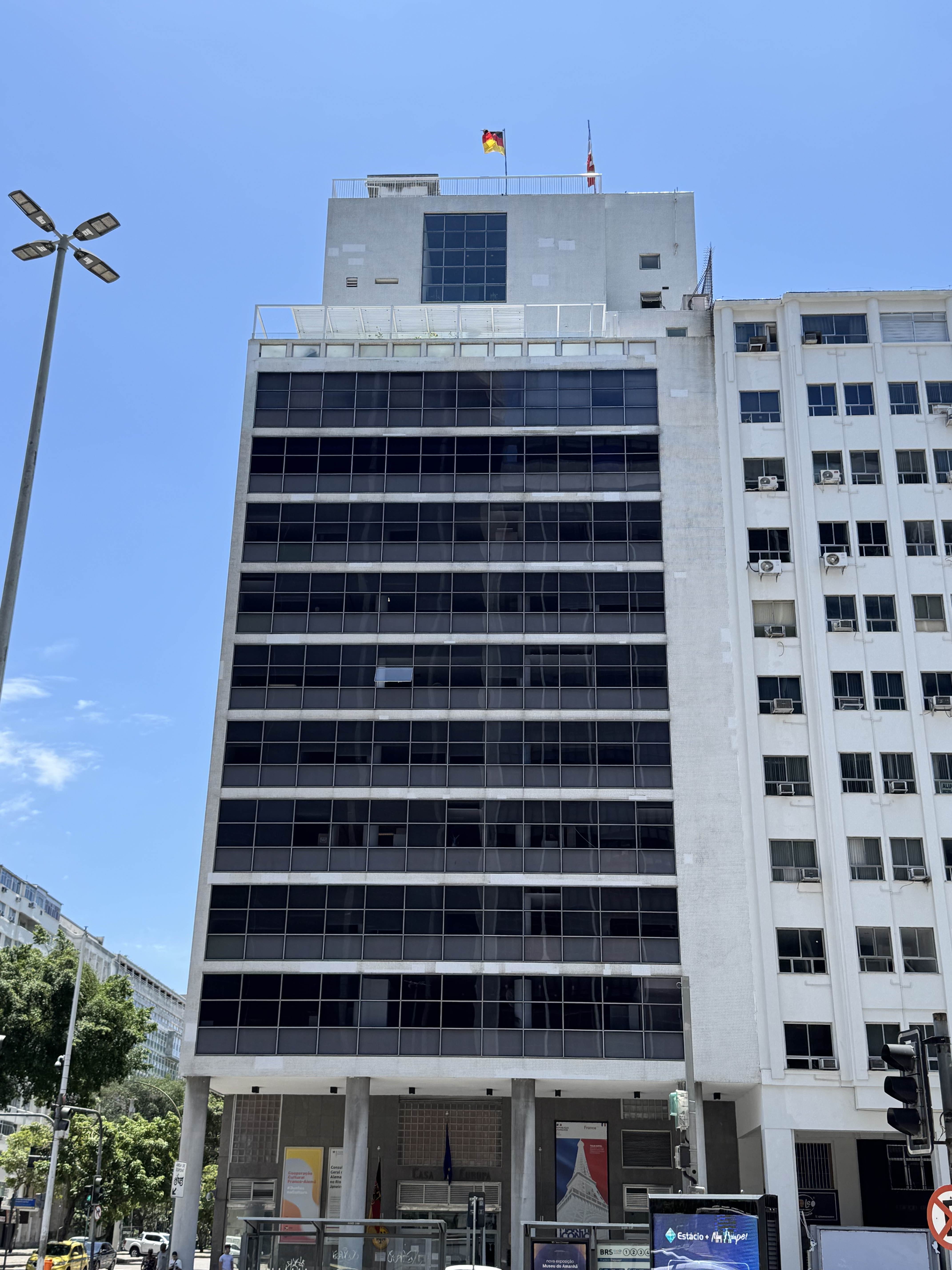
Deutsches Generalkonsulat in Rio de Janeiro, Brasilien

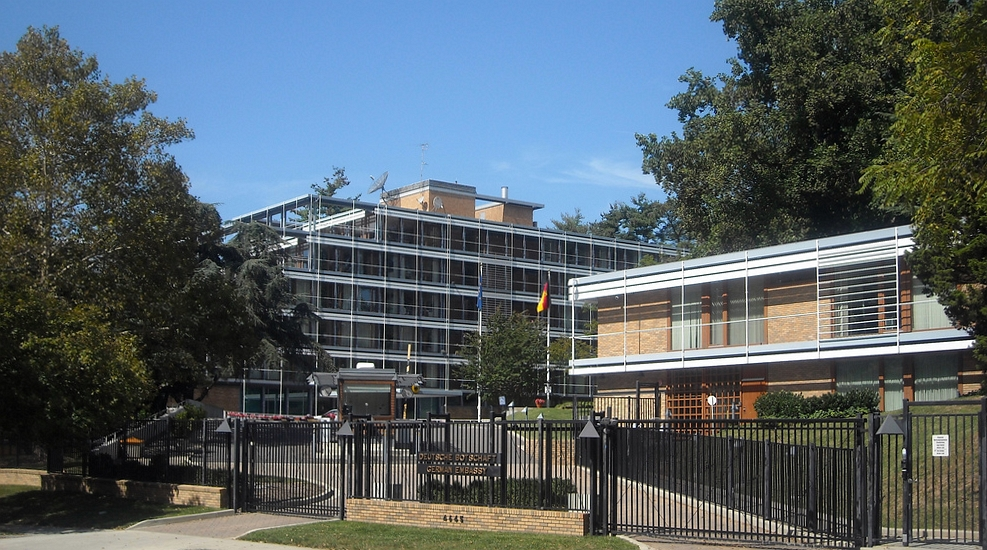
Deutsche Botschaft Washington, D.C., Vereinigte Staaten

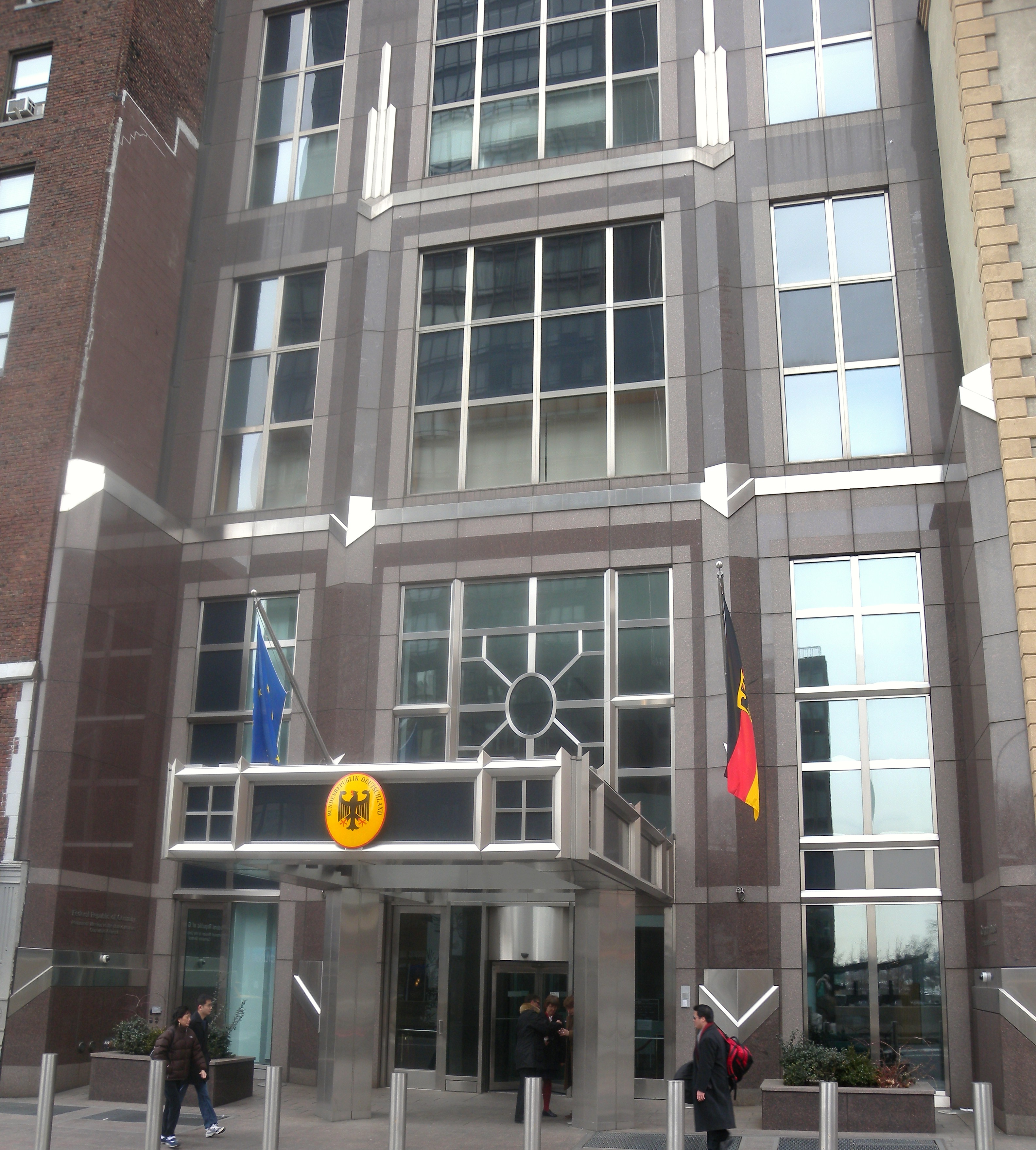
Deutsche UNO-Vertretung an der 1st Avenue in New York, Vereinigte Staaten

In der folgenden Tabelle sind Kleinstvertretungen (mit nur zwei entsandten Beamten und Ortskräften besetzte Botschaften) gekennzeichnet (Spalte „K“). Ferner ist die planmäßige Wertigkeit der Leiterstelle nach Bundesbesoldungsordnung in der Spalte „B“ genannt.
| Bereich                 | Land                             | Art                 | K  | B      | Sitz | Amtsbezirk |
| ----------------------- | -------------------------------- | ------------------- | -- | ------ | --- | --- |
| Afrika                  | Ägypten                          | Botschaft           |    | B9     | Kairo | Ägypten |
| Afrika                  | Algerien                         | Botschaft           |    | B6     | Algier | Algerien |
| Afrika                  | Angola                           | Botschaft           |    | A16/B3 | Luanda | Angola |
| Afrika                  | Äthiopien                        | Botschaft           |    | B6     | Addis Abeba | Äthiopien (unterstützt die deutsche Botschaft Dschibuti/Dschibuti (Stadt) in Rechts- und Konsularangelegenheiten)                                                                                               |
| Afrika                  | Benin                            | Botschaft           |    | A16/B3 | Cotonou | Benin |
| Afrika                  | Burkina Faso                     | Botschaft           |    | A16/B3 | Ouagadougou | Burkina Faso (unterstützt die deutsche Botschaft Niamey/Niger in Rechts- und Konsularangelegenheiten) |
| Afrika                  | Botswana                         | Botschaft           |    | A15    | Gaborone | Botswana |
| Afrika                  | Burundi                          | Botschaft           | ja | A15    | Bujumbura | Burundi (keine Wahrnehmung von Rechts- und Konsularaufgaben, keine Erteilung von Visa (siehe: Deutsche Botschaft Nairobi/Kenia))                                                                                |
| Afrika                  | Elfenbeinküste                   | Botschaft           |    | A16/B3 | Abidjan | Elfenbeinküste |
| Afrika                  | Dschibuti                        | Botschaft           | ja | A15    | Dschibuti | Dschibuti (keine Wahrnehmung von Rechts- und Konsularaufgaben, keine Erteilung von Visa (siehe: Deutsche Botschaft Addis Abeba/Äthiopien))                                                                      |
| Afrika                  | Eritrea                          | Botschaft           | ja | A15    | Asmara | Eritrea (keine Wahrnehmung von Rechts- und Konsularaufgaben, keine Erteilung von Visa (siehe: Deutsche Botschaft Nairobi/Kenia))                                                                                |
| Afrika                  | Gabun                            | Botschaft           | ja | A15    | Libreville | Gabun sowie São Tomé und Príncipe (keine Wahrnehmung von Rechts- und Konsularaufgaben, keine Erteilung von Visa (siehe: Deutsche Botschaft Jaunde/Kamerun))                                                     |
| Afrika                  | Ghana                            | Botschaft           |    | A16/B3 | Greater Accra | Ghana (unterstützt die deutschen Botschaften Freetown/Sierra Leone und Monrovia/Liberia in Rechts- und Konsularangelegenheiten)                                                                                 |
| Afrika                  | Guinea                           | Botschaft           |    | A16/B3 | Conakry | Guinea |
| Afrika                  | Kamerun                          | Botschaft           |    | A16/B3 | Jaunde | Kamerun und Zentralafrikanische Republik (unterstützt die deutschen Botschaften, N’Djamena/Tschad und Libreville/Gabun in Rechts- und Konsularangelegenheiten)                                                  |
| Afrika                  | Kenia                            | Botschaft           |    | B6     | Nairobi | Kenia, Seychellen und Somalia (unterstützt die deutschen Botschaften Asmara/Eritrea und Bujumbura/Burundi in Rechts- und Konsularangelegenheiten)                                                               |
| Afrika                  | Demokratische Republik Kongo     | Botschaft           |    | A16/B3 | Kinshasa | Demokratische Republik Kongo (unterstützt die deutsche Botschaft Brazzaville/Republik Kongo in Rechts- und Konsularangelegenheiten)                                                                             |
| Afrika                  | Liberia                          | Botschaft           | ja | A15    | Monrovia | Liberia (keine Wahrnehmung von Rechts- und Konsularaufgaben, keine Erteilung von Visa (siehe: Deutsche Botschaft Accra/Ghana))                                                                                  |
| Afrika                  | Libyen                           | Botschaft           |    | A16/B3 | Tripolis | Libyen (nach Schließung 2014 und Übernahme der Dienstgeschäfte durch die Botschaft in Tunis/Tunesien am 9. September 2021 wieder eröffnet)                                                                      |
| Afrika                  | Madagaskar                       | Botschaft           | ja | A16/B3 | Antananarivo | Madagaskar und Mauritius (Keine Wahrnehmung von Rechts- und Konsularaufgaben, keine Erteilung von Visa (Siehe: Deutsche Botschaft Daressalam/Tansania, für Mauritius: Deutsche Botschaft Pretoria/Südafrika))   |
| Afrika                  | Malawi                           | Botschaft           | ja | A16/B3 | Lilongwe | Malawi (keine Wahrnehmung von Rechts- und Konsularaufgaben (siehe: Deutsche Botschaft Lusaka/Sambia)) |
| Afrika                  | Mali                             | Botschaft           |    | A16/B3 | Bamako | Mali |
| Afrika                  | Marokko                          | Botschaft           |    | B6     | Rabat | Marokko |
| Afrika                  | Mauretanien                      | Botschaft           |    | A16/B3 | Nouakchott | Mauretanien |
| Afrika                  | Mosambik                         | Botschaft           |    | A16/B3 | Maputo | Mosambik |
| Afrika                  | Namibia                          | Botschaft           |    | A16/B3 | Windhoek | Namibia |
| Afrika                  | Niger                            | Botschaft           | ja | A16/B3 | Niamey | Niger (keine Wahrnehmung von Rechts- und Konsularaufgaben, keine Erteilung von Visa (siehe: Deutsche Botschaft Ouagadougou/Burkina Faso))                                                                       |
| Afrika                  | Nigeria                          | Botschaft           |    | B6     | Abuja | Nigeria (Aufgabenverteilung in Rechts-, Konsular- und Visaangelegenheiten mit deutschem Generalkonsulat Lagos/Nigeria)                                                                                          |
| Afrika                  | Nigeria                          | Generalkonsulat     |    | A15    | Lagos | Aufgabenverteilung in Rechts-, Konsular- und Visaangelegenheiten mit deutscher Botschaft Abuja/Nigeria |
| Afrika                  | Republik Kongo                   | Botschaft           | ja | A15    | Brazzaville | Republik Kongo (keine Wahrnehmung von Rechts- und Konsularaufgaben, keine Erteilung von Visa (siehe: Deutsche Botschaft Kinshasa/Demokratische Republik Kongo))                                                 |
| Afrika                  | Ruanda                           | Botschaft           |    | A16/B3 | Kigali | Ruanda |
| Afrika                  | Sambia                           | Botschaft           |    | A16/B3 | Lusaka | Sambia (unterstützt die deutsche Botschaft Lilongwe/Malawi in Rechts- und Konsularangelegenheiten) |
| Afrika                  | Senegal                          | Botschaft           |    | A16/B3 | Dakar | Senegal, Gambia, Guinea-Bissau und Cabo Verde |
| Afrika                  | Sierra Leone                     | Botschaft           | ja | A15    | Freetown | Sierra Leone (keine Wahrnehmung von Rechts- und Konsularaufgaben, keine Erteilung von Visa (Siehe: Deutsche Botschaft Accra/Ghana))                                                                             |
| Afrika                  | Simbabwe                         | Botschaft           |    | A16/B3 | Harare | Simbabwe |
| Afrika                  | Sudan                            | Botschaft           |    | A16/B3 | Khartum | Der Dienstbetrieb wurde im Jahr 2023 vorübergehend eingestellt |
| Afrika                  | Südafrika                        | Botschaft           |    | B6     | Pretoria | Südafrika, Lesotho und Eswatini (unterstützt die deutsche Botschaft Antananarivo/Madagaskar in Rechts- und Konsularangelegenheiten für Mauritius)                                                               |
| Afrika                  | Südafrika                        | Generalkonsulat     |    | A15    | Kapstadt | |
| Afrika                  | Südsudan                         | Botschaft           | ja | A15    | Juba | Südsudan (keine Wahrnehmung von Rechts- und Konsularaufgaben, keine Erteilung von Visa (siehe: Deutsche Botschaft Kampala/Uganda))                                                                              |
| Afrika                  | Tansania                         | Botschaft           |    | A16/B3 | Daressalam | Tansania und die Komoren (unterstützt die deutsche Botschaft Antananarivo/Madagaskar in Rechts- und Konsularangelegenheiten)                                                                                    |
| Afrika                  | Togo                             | Botschaft           |    | A16/B3 | Lomé | Togo |
| Afrika                  | Tschad                           | Botschaft           | ja | A15    | N’Djamena | Tschad (keine Wahrnehmung von Rechts- und Konsularaufgaben, keine Erteilung von Visa (siehe: Deutsche Botschaft Jaunde/Kamerun))                                                                                |
| Afrika                  | Tunesien                         | Botschaft           |    | B6     | Tunis | Tunesien (Die Dienstgeschäfte der Botschaft Tripolis/Libyen, einschließlich aller Rechts- und Konsularaufgaben, werden von der deutschen Botschaft Tunis/Tunesien aus wahrgenommen.)                            |
| Afrika                  | Uganda                           | Botschaft           |    | A16/B3 | Kampala | Uganda (unterstützt die deutsche Botschaft Juba/Südsudan in Rechts- und Konsularangelegenheiten) |
| Asien                   | Afghanistan                      | Botschaft           |    | A16/B3 | Kabul | seit August 2021 vorübergehend geschlossen |
| Asien                   | Armenien                         | Botschaft           |    | A16/B3 | Eriwan | Armenien |
| Asien                   | Aserbaidschan                    | Botschaft           |    | A16/B3 | Baku | Aserbaidschan |
| Asien                   | Bahrain                          | Botschaft           |    | A16/B3 | Manama | Bahrain |
| Asien                   | Bangladesch                      | Botschaft           |    | A16/B3 | Dhaka | Bangladesch |
| Asien                   | Brunei                           | Botschaft           | ja | A15    | Bandar Seri Begawan | Brunei Darussalam (keine Wahrnehmung von Rechts- und Konsularaufgaben, keine Erteilung von Visa (siehe: Botschaft Kuala Lumpur/Malaysia))                                                                       |
| Asien                   | Volksrepublik China              | Botschaft           |    | B9     | Peking | Volksrepublik China |
| Asien                   | Volksrepublik China              | Generalkonsulat     |    | A15    | Chengdu | |
| Asien                   | Volksrepublik China              | Generalkonsulat     |    | B6     | Hongkong | |
| Asien                   | Volksrepublik China              | Generalkonsulat     |    | A16/B3 | Kanton | |
| Asien                   | Volksrepublik China              | Generalkonsulat     |    | A16/B3 | Shanghai | |
| Asien                   | Volksrepublik China              | Generalkonsulat     |    | A16/B3 | Shenyang | Provinzen Liaoning, Jilin und Heilongjiang |
| Asien                   | Indien                           | Botschaft           |    | B9     | New Delhi | Indien und Bhutan |
| Asien                   | Indien                           | Generalkonsulat     |    | A15    | Chennai | |
| Asien                   | Indien                           | Generalkonsulat     |    | A16/B3 | Kalkutta | |
| Asien                   | Indien                           | Generalkonsulat     |    | A16/B3 | Mumbai | |
| Asien                   | Indien                           | Generalkonsulat     |    | A15    | Bangalore | |
| Asien                   | Indonesien                       | Botschaft           |    | B9     | Jakarta | Indonesien und Timor-Leste |
| Asien                   | Irak                             | Botschaft           |    | B6     | Bagdad | Irak |
| Asien                   | Irak                             | Generalkonsulat     |    | A15    | Erbil | |
| Asien                   | Iran                             | Botschaft           |    | B6     | Teheran | Iran (Wegen des Israelisch-iranischen Kriegs wurde der Betrieb im Juni 2025 vorübergehend in das benachbarte Ausland verlagert.)                                                                                |
| Asien                   | Israel                           | Botschaft           |    | B9     | Tel Aviv | Israel |
| Asien                   | Japan                            | Botschaft           |    | B9     | Tokyo | Japan |
| Asien                   | Japan                            | Generalkonsulat     |    | A16/B3 | Osaka-Kōbe | |
| Asien                   | Jemen                            | Botschaft           |    | A16/B3 | Sanaa | Jemen (Dienstbetrieb vorübergehend eingestellt, keine Wahrnehmung von Rechts- und Konsularaufgaben) |
| Asien                   | Jordanien                        | Botschaft           |    | A16/B3 | Amman | Jordanien |
| Asien                   | Kambodscha                       | Botschaft           |    | A16/B3 | Phnom Penh | Kambodscha |
| Asien                   | Kasachstan                       | Botschaft           |    | B6     | Astana | Kasachstan |
| Asien                   | Kasachstan                       | Generalkonsulat     |    | A15    | Almaty | |
| Asien                   | Katar                            | Botschaft           |    | A16/B3 | Doha | Katar |
| Asien                   | Kirgisistan                      | Botschaft           |    | A16/B3 | Bischkek | Kirgisistan |
| Asien                   | Korea, Volksrepublik             | Botschaft           |    | A16/B3 | Pjöngjang | Demokratische Volksrepublik Korea |
| Asien                   | Korea, Republik                  | Botschaft           |    | B6     | Seoul | Republik Korea |
| Asien                   | Kuwait                           | Botschaft           |    | A16/B3 | Kuwait | Kuwait |
| Asien                   | Laos                             | Botschaft           |    | A16/B3 | Vientiane | Laos |
| Asien                   | Libanon                          | Botschaft           |    | B6     | Beirut | Libanon (übernimmt die Rechts- und Konsularangelegenheiten der deutschen Botschaft Damaskus/Syrien.) |
| Asien                   | Malaysia                         | Botschaft           |    | A16/B3 | Kuala Lumpur | Malaysia (unterstützt die Botschaft Bandar Seri Begawan/Brunei Darussalam in Rechts- und Konsularangelegenheiten)                                                                                               |
| Asien                   | Mongolei                         | Botschaft           |    | A16/B3 | Ulaanbaatar | Mongolei |
| Asien                   | Myanmar                          | Botschaft           |    | A16/B3 | Rangun | Myanmar |
| Asien                   | Nepal                            | Botschaft           |    | A16/B3 | Kathmandu | Nepal |
| Asien                   | Oman                             | Botschaft           |    | A16/B3 | Maskat | Oman |
| Asien                   | Pakistan                         | Botschaft           |    | B6     | Islamabad | Pakistan |
| Asien                   | Pakistan                         | Generalkonsulat     |    | A16/B3 | Karachi | |
| Asien                   | Palästina                        | Vertretungsbüro     |    | A16/B3 | Ramallah | Palästinensische Gebiete |
| Asien                   | Philippinen                      | Botschaft           |    | A16/B3 | Manila | Philippinen, Marshallinseln, Föderierte Staaten von Mikronesien und Palau. |
| Asien                   | Saudi-Arabien                    | Botschaft           |    | B6     | Riad | Saudi-Arabien |
| Asien                   | Saudi-Arabien                    | Generalkonsulat     |    | A16/B3 | Dschidda | |
| Asien                   | Singapur                         | Botschaft           |    | B6     | Singapur | Singapur |
| Asien                   | Sri Lanka                        | Botschaft           |    | A16/B3 | Colombo | Sri Lanka und Malediven |
| Asien                   | Syrien                           | Botschaft           |    | A16/B3 | Damaskus | Syrien (keine Wahrnehmung von Rechts- und Konsularaufgaben (Siehe: Deutsche Botschaft Beirut/Libanon)) |
| Asien                   | Tadschikistan                    | Botschaft           |    | A16/B3 | Duschanbe | Tadschikistan |
| Asien                   | Taiwan                           | Deutsches Institut  |    |        | Taipei (Da Deutschland Taiwan nicht völkerrechtlich anerkennt, werden die deutschen Interessen durch das Deutsche Institut wahrgenommen.) | Taiwan, Penghu, Kinmen und Matsu |
| Asien                   | Thailand                         | Botschaft           |    | B6     | Bangkok | Thailand |
| Asien                   | Turkmenistan                     | Botschaft           |    | A16/B3 | Aschgabat | Turkmenistan |
| Asien                   | Türkei                           | Botschaft           |    | B9     | Ankara | Türkei |
| Asien                   | Türkei                           | Generalkonsulat     |    | B6     | Istanbul | |
| Asien                   | Türkei                           | Generalkonsulat     |    | A15    | Izmir | |
| Asien                   | Türkei                           | Konsulat            |    | A13g+Z | Antalya | |
| Asien                   | Usbekistan                       | Botschaft           |    | A16/B3 | Taschkent | Usbekistan |
| Asien                   | Vereinigte Arabische Emirate     | Botschaft           |    | B6     | Abu Dhabi | Vereinigte Arabische Emirate |
| Asien                   | Vereinigte Arabische Emirate     | Generalkonsulat     |    | A15    | Dubai | |
| Asien                   | Vietnam                          | Botschaft           |    | B6     | Hanoi | Vietnam |
| Asien                   | Vietnam                          | Generalkonsulat     |    | A15    | Ho-Chi-Minh-Stadt | |
| Australien und Ozeanien | Australien                       | Botschaft           |    | B6     | Canberra | Australien, Nauru, Papua-Neuguinea, Salomonen und Vanuatu (Keine Wahrnehmung von Rechts- und Konsularaufgaben (Siehe: Deutsches Generalkonsulat Sydney/Australien))                                             |
| Australien und Ozeanien | Australien                       | Generalkonsulat     |    | A16/B3 | Sydney | unterstützt die Botschaft Canberra/Australien in Rechts- und Konsularangelegenheiten |
| Australien und Ozeanien | Fidschi                          | Botschaft           | ja |        | Suva | Fidschi (Nur Nothilfe, keine Erteilung von Visa. Rechts- und Konsularaufgaben nimmt die Botschaft Wellington wahr (siehe Deutsche Botschaft Wellington/Neuseeland))                                             |
| Australien und Ozeanien | Neuseeland                       | Botschaft           |    | A16/B3 | Wellington | Neuseeland, Tokelau, Cookinseln, Fidschi, Niue, Kiribati, Samoa, Tonga, Tuvalu, das amerikanische Außengebiet Amerikanisch-Samoa und das britische Überseegebiet Pitcairn                                       |
| Europa                  | Albanien                         | Botschaft           |    | A16/B3 | Tirana | Albanien |
| Europa                  | Belarus                          | Botschaft           |    | B6     | Minsk | Belarus |
| Europa                  | Belgien                          | Botschaft           |    | B6     | Brüssel | Belgien |
| Europa                  | Bosnien und Herzegowina          | Botschaft           |    | A16/B3 | Sarajevo | Bosnien und Herzegowina |
| Europa                  | Bulgarien                        | Botschaft           |    | B6     | Sofia | Bulgarien |
| Europa                  | Dänemark                         | Botschaft           |    | B6     | Kopenhagen | Dänemark (mit Färöer und Grönland) |
| Europa                  | Estland                          | Botschaft           |    | A16/B3 | Tallinn | Estland |
| Europa                  | Finnland                         | Botschaft           |    | B6     | Helsinki | Finnland |
| Europa                  | Frankreich                       | Botschaft           |    | B9     | Paris | Frankreich und Fürstentum Monaco |
| Europa                  | Frankreich                       | Generalkonsulat     |    | A16/B3 | Bordeaux | |
| Europa                  | Frankreich                       | Generalkonsulat     |    | A15    | Lyon | |
| Europa                  | Frankreich                       | Generalkonsulat     |    | A16/B3 | Marseille | |
| Europa                  | Frankreich                       | Generalkonsulat     |    | A15    | Straßburg | |
| Europa                  | Georgien                         | Botschaft           |    | A16/B3 | Tiflis | Georgien |
| Europa                  | Griechenland                     | Botschaft           |    | B6     | Athen | Griechenland |
| Europa                  | Griechenland                     | Generalkonsulat     |    | A16/B3 | Thessaloniki | |
| Europa                  | Heiliger Stuhl                   | Botschaft           |    | B9     | Rom | Staat der Vatikanstadt-Rom |
| Europa                  | Irland                           | Botschaft           |    | B6     | Dublin | Irland |
| Europa                  | Island                           | Botschaft           |    | A16/B3 | Reykjavík | Island |
| Europa                  | Italien                          | Botschaft           |    | B9     | Rom | Italien und San Marino |
| Europa                  | Italien                          | Generalkonsulat     |    | A16/B3 | Mailand | |
| Europa                  | Kosovo                           | Botschaft           |    | A16/B3 | Pristina | Kosovo |
| Europa                  | Kroatien                         | Botschaft           |    | A16/B3 | Zagreb | Kroatien |
| Europa                  | Lettland                         | Botschaft           |    | A16/B3 | Riga | Lettland |
| Europa                  | Litauen                          | Botschaft           |    | A16/B3 | Vilnius | Litauen |
| Europa                  | Luxemburg                        | Botschaft           |    | A16/B3 | Luxemburg | Luxemburg |
| Europa                  | Malta                            | Botschaft           |    | A16/B3 | Valletta | Malta |
| Europa                  | Moldau                           | Botschaft           |    | A16/B3 | Chișinău | Moldau |
| Europa                  | Montenegro                       | Botschaft           |    | A15    | Podgorica | Montenegro |
| Europa                  | Niederlande                      | Botschaft           |    | B6     | Den Haag | Niederlande, Aruba, Curaçao, St. Maarten und die Inseln Bonaire, St. Eustatius und Saba |
| Europa                  | Niederlande                      | Generalkonsulat     |    | A15    | Amsterdam | Generalkonsulat als Außenstelle der Botschaft Den Haag |
| Europa                  | Nordmazedonien                   | Botschaft           |    | A16/B3 | Skopje | Nordmazedonien |
| Europa                  | Norwegen                         | Botschaft           |    | B6     | Oslo | Norwegen |
| Europa                  | Österreich                       | Botschaft           |    | B6     | Wien | Österreich |
| Europa                  | Polen                            | Botschaft           |    | B9     | Warschau (Warszawa) | Polen |
| Europa                  | Polen                            | Generalkonsulat     |    | A16/B3 | Breslau (Wrocław) | |
| Europa                  | Polen                            | Generalkonsulat     |    | A16/B3 | Danzig (Gdańsk) | |
| Europa                  | Polen                            | Generalkonsulat     |    | A15    | Krakau (Kraków) | |
| Europa                  | Polen                            | Konsulat            |    | A13g+Z | Oppeln (Opole), Konsulat als Außenstelle des Generalkonsulats Breslau                                                                     | |
| Europa                  | Portugal                         | Botschaft           |    | B6     | Lissabon | Portugal |
| Europa                  | Rumänien                         | Botschaft           |    | B6     | Bukarest | Rumänien (unterstützt die Konsulate Temeswar/Rumänien und Hermannstadt/Rumänien in Rechts- und Konsularangelegenheiten)                                                                                         |
| Europa                  | Rumänien                         | Konsulat            | ja | A13g+Z | Temeswar (Timisoara) | Keine Wahrnehmung von Rechts- und Konsularaufgaben (Siehe: Deutsche Botschaft Bukarest/Rumänien) |
| Europa                  | Rumänien                         | Konsulat            | ja | A13g+Z | Hermannstadt (Sibiu) | Keine Wahrnehmung von Rechts- und Konsularaufgaben (Siehe: Deutsche Botschaft Bukarest/Rumänien) |
| Europa                  | Russland                         | Botschaft           |    | B9     | Moskau | Russland |
| Europa                  | Russland                         | Generalkonsulat     |    | A16/B3 | St. Petersburg | |
| Europa                  | Schweden                         | Botschaft           |    | B6     | Stockholm | Schweden |
| Europa                  | Schweiz                          | Botschaft           |    | B6     | Bern | Schweiz und Liechtenstein |
| Europa                  | Serbien                          | Botschaft           |    | A16/B3 | Belgrad | Serbien |
| Europa                  | Slowakei                         | Botschaft           |    | A16/B3 | Bratislava | Slowakei |
| Europa                  | Slowenien                        | Botschaft           |    | A16/B3 | Ljubljana | Slowenien |
| Europa                  | Spanien                          | Botschaft           |    | B9     | Madrid | Spanien und Andorra |
| Europa                  | Spanien                          | Generalkonsulat     |    | A16/B3 | Barcelona | |
| Europa                  | Spanien                          | Konsulat            |    | A13g+Z | Las Palmas de Gran Canaria | |
| Europa                  | Spanien                          | Konsulat            |    | A13g+Z | Málaga | |
| Europa                  | Spanien                          | Konsulat            |    | A13g+Z | Palma | |
| Europa                  | Tschechien                       | Botschaft           |    | B6     | Prag | Tschechische Republik |
| Europa                  | Ukraine                          | Botschaft           |    | B6     | Kiew | Ukraine (Übernahme von Rechts- und Konsularaufgaben und Visaerteilungen vom deutschen Generalkonsulat Donezk/Ukraine)                                                                                           |
| Europa                  | Ukraine                          | Generalkonsulat     | ja | A15    | Donezk, Dienstsitz aktuell in Dnipro | Abgabe von Rechts- und Konsularaufgaben sowie die Erteilung von Visa an deutsche Botschaft Kiew/Ukraine |
| Europa                  | Ungarn                           | Botschaft           |    | B6     | Budapest | Ungarn |
| Europa                  | Vereinigtes Königreich           | Botschaft           |    | B9     | London | Vereinigtes Königreich von Großbritannien und Nordirland |
| Europa                  | Vereinigtes Königreich           | Generalkonsulat     |    | A15    | Edinburgh | Schottland und Nordengland (Cumbria, Northumberland, Tyne and Wear, Durham und North Yorkshire (ohne Selby)) |
| Europa                  | Zypern                           | Botschaft           |    | A16/B3 | Nikosia | Zypern |
| Amerika                 | Argentinien                      | Botschaft           |    | B6     | Buenos Aires | Argentinien |
| Amerika                 | Bolivien                         | Botschaft           |    | A16/B3 | La Paz | Bolivien |
| Amerika                 | Brasilien                        | Botschaft           |    | B9     | Brasília | Brasilien |
| Amerika                 | Brasilien                        | Generalkonsulat     |    | A15    | Porto Alegre | |
| Amerika                 | Brasilien                        | Generalkonsulat     |    | A15    | Recife | |
| Amerika                 | Brasilien                        | Generalkonsulat     |    | A16/B3 | Rio de Janeiro | |
| Amerika                 | Brasilien                        | Generalkonsulat     |    | A16/B3 | São Paulo | |
| Amerika                 | Chile                            | Botschaft           |    | B6     | Santiago de Chile | Chile |
| Amerika                 | Costa Rica                       | Botschaft           |    | A16/B3 | San José | Costa Rica |
| Amerika                 | Ecuador                          | Botschaft           |    | A16/B3 | Quito | Ecuador |
| Amerika                 | Dominikanische Republik          | Botschaft           |    | A16/B3 | Santo Domingo | Dominikanische Republik (unterstützt die Botschaft Port-au-Prince/Haiti in Rechts- und Konsularangelegenheiten)                                                                                                 |
| Amerika                 | El Salvador                      | Botschaft           |    | A16/B3 | San Salvador | El Salvador |
| Amerika                 | Guatemala                        | Botschaft           |    | A16/B3 | Guatemala | Guatemala und Belize |
| Amerika                 | Haiti                            | Botschaft           | ja | A15    | Port-au-Prince | Haiti (keine Wahrnehmung von Rechts- und Konsularaufgaben (siehe: Deutsche Botschaft Santo Domingo/Dominikanische Republik))                                                                                    |
| Amerika                 | Honduras                         | Botschaft           |    | A16/B3 | Tegucigalpa | Honduras |
| Amerika                 | Jamaika                          | Botschaft           |    | A16/B3 | Kingston | Jamaika, Bahamas, die Kaimaninseln, die Turks- und Caicos-Inseln |
| Amerika                 | Kanada                           | Botschaft           |    | B6     | Ottawa | Kanada |
| Amerika                 | Kanada                           | Generalkonsulat     |    | A15    | Montreal | |
| Amerika                 | Kanada                           | Generalkonsulat     |    | A16/B3 | Toronto | |
| Amerika                 | Kanada                           | Generalkonsulat     |    | A16/B3 | Vancouver | |
| Amerika                 | Kolumbien                        | Botschaft           |    | B6     | Bogotá | Kolumbien |
| Amerika                 | Kuba                             | Botschaft           |    | B6     | Havanna | Kuba |
| Amerika                 | Mexiko                           | Botschaft           |    | B9     | Mexiko-Stadt | Mexiko |
| Amerika                 | Nicaragua                        | Botschaft           |    | A16/B3 | Managua | Nicaragua |
| Amerika                 | Panama                           | Botschaft           |    | A16/B3 | Panama | Panama |
| Amerika                 | Paraguay                         | Botschaft           |    | A16/B3 | Asunción | Paraguay |
| Amerika                 | Peru                             | Botschaft           |    | B6     | Lima | Peru |
| Amerika                 | Trinidad und Tobago              | Botschaft           |    | A16/B3 | Port of Spain | Trinidad und Tobago, Antigua und Barbuda, Barbados, Dominica, Grenada, Guyana, Suriname, St. Kitts und Nevis, St. Lucia, St. Vincent und die Grenadinen, Anguilla, die britischen Jungferninseln und Montserrat |
| Amerika                 | Uruguay                          | Botschaft           |    | A16/B3 | Montevideo | Uruguay |
| Amerika                 | Vereinigte Staaten               | Botschaft           |    | B9     | Washington, D.C. | Vereinigte Staaten von Amerika |
| Amerika                 | Vereinigte Staaten               | Generalkonsulat     |    | A16/B3 | Atlanta | |
| Amerika                 | Vereinigte Staaten               | Generalkonsulat     |    | A16/B3 | Boston | |
| Amerika                 | Vereinigte Staaten               | Generalkonsulat     |    | A16/B3 | Chicago | |
| Amerika                 | Vereinigte Staaten               | Generalkonsulat     |    | A15    | Houston | |
| Amerika                 | Vereinigte Staaten               | Generalkonsulat     |    | A16/B3 | Los Angeles | |
| Amerika                 | Vereinigte Staaten               | Generalkonsulat     |    | A16/B3 | Miami | |
| Amerika                 | Vereinigte Staaten               | Generalkonsulat     |    | B6     | New York | |
| Amerika                 | Vereinigte Staaten               | Generalkonsulat     |    | A16/B3 | San Francisco | |
| Amerika                 | Venezuela                        | Botschaft           |    | B6     | Caracas | Venezuela |
| multilateral            | Europäische Union                | Ständige Vertretung |    | B9     | Brüssel | |
| multilateral            | Europarat                        | Ständige Vertretung |    | B6     | Straßburg | |
| multilateral            | UNO und Unterorganisationen      | Ständige Vertretung |    | B9     | New York | |
| multilateral            | UNO und Unterorganisationen      | Ständige Vertretung |    | B9     | Genf | |
| multilateral            | UNO und Unterorganisationen      | Ständige Vertretung |    | A16/B3 | Wien | |
| multilateral            | UNO und Unterorganisationen      | Ständige Vertretung |    | A16/B3 | Rom | |
| multilateral            | UNESCO                           | Ständige Vertretung |    | A16/B3 | Paris | |
| multilateral            | OVCW                             | Ständige Vertretung |    | A16/B3 | Den Haag | |
| multilateral            | NATO                             | Ständige Vertretung |    | B9     | Brüssel | |
| multilateral            | Genfer Abrüstungs-konferenz (CD) | Ständige Vertretung |    | A16/B3 | Genf | |
| multilateral            | OSZE                             | Ständige Vertretung |    | B6     | Wien | |
| multilateral            | OECD                             | Ständige Vertretung |    | B6     | Paris | |

## Staaten ohne deutsche Auslandsvertretung
In folgenden Staaten gibt es keine eigene deutsche Auslandsvertretung. Die diplomatische Vertretung erfolgt über eine Nebenakkreditierung einer deutschen Botschaft in einem Nachbarstaat. In den Staaten können jedoch Honorarkonsule vorhanden sein. Deutsche können sich auch in Notfällen an die dortige Vertretung der EU oder eines ihrer Mitgliedsländer wenden.
- Andorra
  - Zuständigkeit: Deutsche Botschaft Madrid/Spanien
- Antigua und Barbuda
  - Zuständigkeit: Deutsche Botschaft Port of Spain/Trinidad und Tobago
- Äquatorialguinea
  - Zuständigkeit: Deutsche Botschaft Jaunde/Kamerun
- Bahamas
  - Zuständigkeit: Deutsche Botschaft Kingston/Jamaika
- Barbados
  - Zuständigkeit: Deutsche Botschaft Port of Spain/Trinidad und Tobago
- Belize
  - Zuständigkeit: Deutsche Botschaft Guatemala-Stadt/Guatemala
- Bhutan
  - Zuständigkeit: Deutsche Botschaft Neu-Delhi/Indien
- Cookinseln
  - Zuständigkeit: Deutsche Botschaft Wellington/Neuseeland
- Dominica
  - Zuständigkeit: Deutsche Botschaft Port of Spain/Trinidad und Tobago
- Eswatini
  - Zuständigkeit: Deutsche Botschaft Pretoria/Südafrika
- Gambia
  - Zuständigkeit: Deutsche Botschaft Dakar/Senegal
- Grenada
  - Zuständigkeit: Deutsche Botschaft Port of Spain/Trinidad und Tobago
- Guinea-Bissau
  - Zuständigkeit: Deutsche Botschaft Dakar/Senegal
- Guyana
  - Zuständigkeit: Deutsche Botschaft Port of Spain/Trinidad und Tobago
- Kap Verde
  - Zuständigkeit: Deutsche Botschaft Dakar/Senegal
- Kiribati
  - Zuständigkeit: Deutsche Botschaft Wellington/Neuseeland
- Komoren
  - Zuständigkeit: Deutsche Botschaft Daressalam/Tansania
- Lesotho
  - Zuständigkeit: Deutsche Botschaft Pretoria/Südafrika
- Liechtenstein
  - Zuständigkeit: Deutsche Botschaft Bern/Schweiz
- Malediven
  - Zuständigkeit: Deutsche Botschaft Colombo/Sri Lanka
- Marshallinseln
  - Zuständigkeit: Deutsche Botschaft Manila/Philippinen
- Mauritius
  - Zuständigkeit: Deutsche Botschaft Antananarivo/Madagaskar
- Föderierte Staaten von Mikronesien
  - Zuständigkeit: Deutsche Botschaft Manila/Philippinen
- Monaco
  - Zuständigkeit: Deutsche Botschaft Paris/Frankreich
- Nauru
  - Zuständigkeit: Deutsches Generalkonsulat Sydney/Australien
- Niue
  - Zuständigkeit: Deutsche Botschaft Wellington/Neuseeland
- Osttimor
  - Zuständigkeit: Deutsche Botschaft Jakarta/Indonesien
- Palau
  - Zuständigkeit: Deutsche Botschaft Manila/Philippinen
- Papua-Neuguinea
  - Zuständigkeit: Deutsches Generalkonsulat Sydney/Australien
- Salomonen
  - Zuständigkeit: Deutsches Generalkonsulat Sydney/Australien
- Samoa
  - Zuständigkeit: Deutsche Botschaft Wellington/Neuseeland
- San Marino
  - Zuständigkeit: Deutsche Botschaft Rom/Italien
- São Tomé und Príncipe
  - Zuständigkeit: Deutsche Botschaft Libreville/Gabun
- Seychellen
  - Zuständigkeit: Deutsche Botschaft Nairobi/Kenia
- Somalia
  - Zuständigkeit: Deutsche Botschaft Nairobi/Kenia
- St. Kitts und Nevis
  - Zuständigkeit: Deutsche Botschaft Port of Spain/Trinidad und Tobago
- St. Lucia
  - Zuständigkeit: Deutsche Botschaft Port of Spain/Trinidad und Tobago
- St. Vincent und die Grenadinen
  - Zuständigkeit: Deutsche Botschaft Port of Spain/Trinidad und Tobago
- Suriname
  - Zuständigkeit: Deutsche Botschaft Port of Spain/Trinidad und Tobago
- Tonga
  - Zuständigkeit: Deutsche Botschaft Wellington/Neuseeland
- Tuvalu
  - Zuständigkeit: Deutsche Botschaft Wellington/Neuseeland
- Vanuatu
  - Zuständigkeit: Deutsches Generalkonsulat Sydney/Australien
- Zentralafrikanische Republik
  - Zuständigkeit: Deutsche Botschaft Jaunde/Kamerun

## Ehemalige Auslandsvertretungen

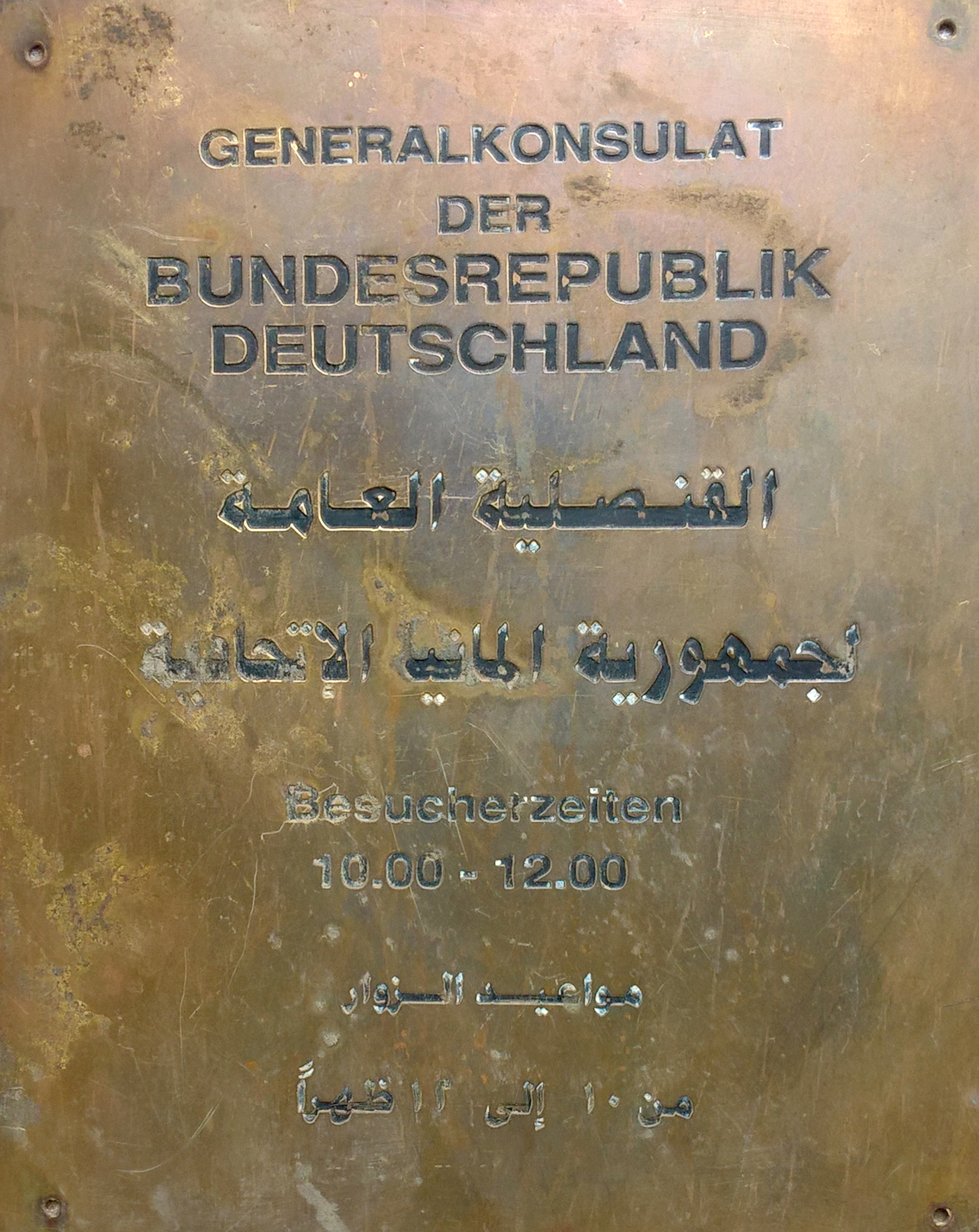
Symbolbild – Messingschild eines geschlossenen Generalkonsulats der Bundesrepublik Deutschland

Im Laufe ihrer Geschichte öffnete und schloss die Bundesrepublik Deutschland eine Reihe von Auslandsvertretungen. Es folgt eine bislang unvollständige Auflistung.
- Ständige Vertretung bei der DDR, Berlin
- Botschaft Aden (Demokratische Volksrepublik Jemen – Südjemen), geschlossen 1969[10]
- Botschaft in Bangui (Zentralafrikanische Republik), geschlossen 1997
- Botschaft Georgetown (Guyana)
- Botschaft Malabo, Äquatorialguinea, 2021 geschlossen
- Botschaft Maseru (Lesotho), 1994 geschlossen[11]
- Botschaft in Mogadischu (Somalia), 1989 geschlossen
- Botschaft in Port Moresby (Papua-Neuguinea), 2000 geschlossen[12]
- Botschaft Rio de Janeiro (Umwandlung in Generalkonsulat wg. Umzug der Hauptstadt nach Brasilia)
- Botschaft Saigon (Südvietnam) → Ho-Chi-Minh-Stadt
- Generalkonsulat Apenrade (Dänemark)
- Generalkonsulat Antwerpen (Belgien)
- Generalkonsulat Cleveland (Ohio, Vereinigte Staaten, unter Irene Meyer auch für Kentucky und West Virginia zuständig[13])
- Generalkonsulat Genua (Italien)
- Generalkonsulat Innsbruck (Österreich)[14]
- Generalkonsulat Jerusalem (Mandatspalästina)
- Generalkonsulat Göteborg (Schweden)
- Generalkonsulat Malmö (Schweden)
- Generalkonsulat Nancy (Frankreich)[14]
- Generalkonsulat Neapel (Italien)
- Generalkonsulat Manchester (Großbritannien)
- Generalkonsulat Masar-e Scharif
- Generalkonsulat Zürich (Schweiz)
- Generalkonsulat Detroit (USA)
- Generalkonsulat Seattle (USA)
- Generalkonsulat Jekaterinburg	(Russland), 2023 geschlossen
- Generalkonsulat Kaliningrad (Russland), 2023 geschlossen
- Generalkonsulat Nowosibirsk (Russland), 2023 geschlossen